# Guinka Guiurova
Guinka Guiurova –en búlgaro, Гинка Гюрова– (15 de abril de 1954) es una deportista búlgara que compitió en remo.
Participó en dos Juegos Olímpicos de Verano en los años 1976 y 1980, obteniendo dos medallas, plata en Montreal 1976 y plata en Moscú 1980. Ganó una medalla de plata en el Campeonato Mundial de Remo de 1975.

## Palmarés internacional
| Juegos Olímpicos   | Juegos Olímpicos         | Juegos Olímpicos | Juegos Olímpicos   |
| Año                | Lugar                    | Medalla          | Prueba             |
| ------------------ | ------------------------ | ---------------- | ------------------ |
| 1976               | Montreal (Canadá)        | Medalla de plata | Cuatro con timonel |
| 1980               | Moscú (URSS)             | Medalla de plata | Cuatro con timonel |
| Campeonato Mundial |                          |                  |                    |
| Año                | Lugar                    | Medalla          | Prueba             |
| 1975               | Nottingham (Reino Unido) | Medalla de plata | Cuatro con timonel |